# Severí Guastavino i Robba
Severí Guastavino i Robba (València, 1879 - València, 1950) va ser un periodista i poeta valencià.
Formà part de la redacció de La Voz de Valencia i col·laborà amb articles i poemes, en català i castellà, en la premsa valenciana. Escriví el sainet Cento i Tomasa (1901) i nombrosos llibrets de falla. Fou secretari de "Lo Rat Penat" i va ser considerat un bibliòfil i erudit de la seva època. Conjuntament amb el seu fill Guillem Guastavino i Gallent, va publicar Un siglo de teatro valenciano (un inventari bibliogràfic sobre el teatre valencià.